# Japan Open de 2010
O Japan Open de 2010 foi a nona edição do Japan Open, um evento anual de patinação artística no gelo organizado pela Federação Japonesa de Patinação. A competição foi disputada no dia 2 de outubro, na cidade de Saitama, Japão.

## Eventos
- Equipes (Individual masculino + Individual feminino)

## Medalhistas
| Evento           | Ouro                                                               | Prata                                                                               | Bronze                                                                    |
| Equipes detalhes | Daisuke Takahashi Takahiko Kozuka Miki Ando Mao Asada Equipe Japão | Adam Rippon Jeffrey Buttle Cynthia Phaneuf Joannie Rochette Equipe América do Norte | Evgeni Plushenko Michal Brezina Sarah Meier Julia Sebestyen Equipe Europa |

## Resultados

### Individual masculino
| Pos. | Nome              | Nacionalidade    | Pontos |
| ---- | ----------------- | ---------------- | ------ |
| 1    | Adam Rippon       | Estados Unidos   | 166.63 |
| 2    | Daisuke Takahashi | Japão            | 159.19 |
| 3    | Evgeni Plushenko  | Rússia           | 151.00 |
| 4    | Takahiko Kozuka   | Japão            | 150.71 |
| 5    | Michal Březina    | República Tcheca | 134.90 |
| 6    | Jeffrey Buttle    | Canadá           | 128.39 |

### Individual feminino
| Pos. | Nome             | Nacionalidade | Pontos |
| ---- | ---------------- | ------------- | ------ |
| 1    | Joannie Rochette | Canadá        | 122.71 |
| 2    | Miki Ando        | Japão         | 115.02 |
| 3    | Cynthia Phaneuf  | Canadá        | 99.50  |
| 4    | Sarah Meier      | Suíça         | 92.73  |
| 5    | Mao Asada        | Japão         | 92.44  |
| 6    | Julia Sebestyen  | Hungria       | 81.48  |

### Final
| Pos.              | Nome                    | Pontos |
| ----------------- | ----------------------- | ------ |
| Medalha de ouro   | Equipe Japão            | 517.36 |
| Medalha de prata  | Equipe América do Norte | 517.23 |
| Medalha de bronze | Equipe Europa           | 460.11 |